# Vollersbrug
De Vollersbrug is een rijksmonumentale boogbrug in de Utrechtse binnenstad.
De brug overspant de Oudegracht en heeft twee overspanningen. Aan de brug grenzen werfkelders en werven. In het verleden sprak men ook wel over de Voldersbrug. De naam van de brug is gerelateerd aan volders die hier woonachtig waren. Naast de brug lag lange tijd het brouwerijcomplex De Boog. Diverse bouwwerken resteren er nog van, waaronder een die op de werf is gebouwd.

## Sage
De brug speelt een rol in een sage omtrent een nabijgelegen grote zwerfkei. Het verhaal wil dat de duivel en zijn knecht 's nachts deze steen aan het overgooien waren tussen de Geertebrug en de Vollersbrug. Bij een misser klapte de steen met een zodanige smak tegen de grond dat de huizen op hun grondvesten trilden. Om van het geduvel af te zijn, heeft men de zwerfkei maar aan de ketting gelegd. De zwerfkei staat bekend als De Gesloten Steen en tot op de dag van vandaag ligt die tussen deze twee bruggen vastgeketend.

## Galerij

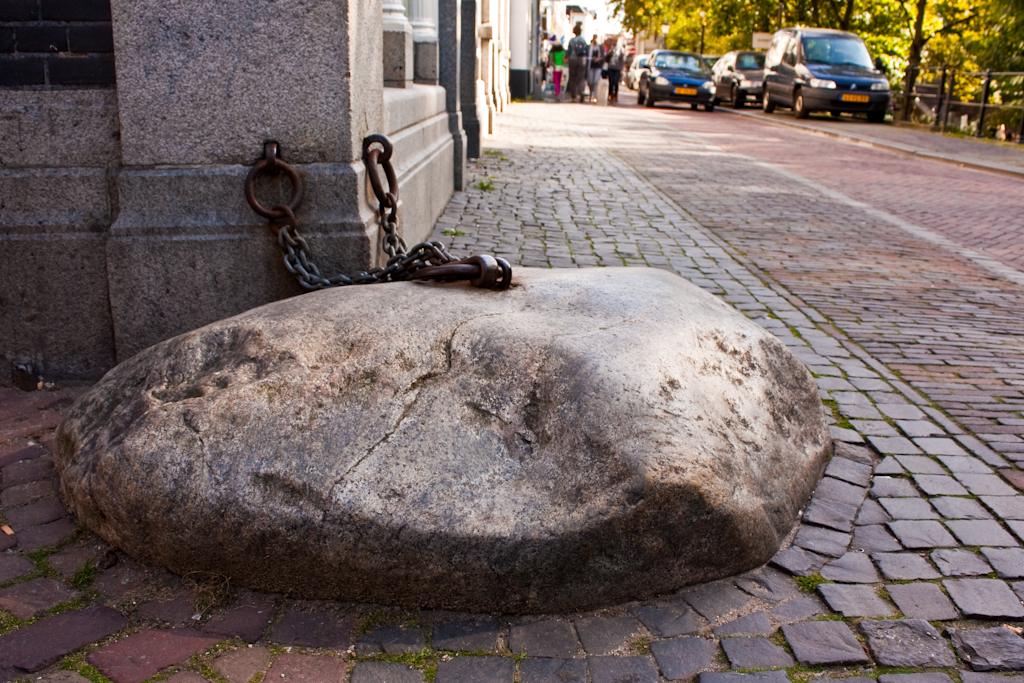
De Gesloten Steen op de hoek van de Oudegracht 364
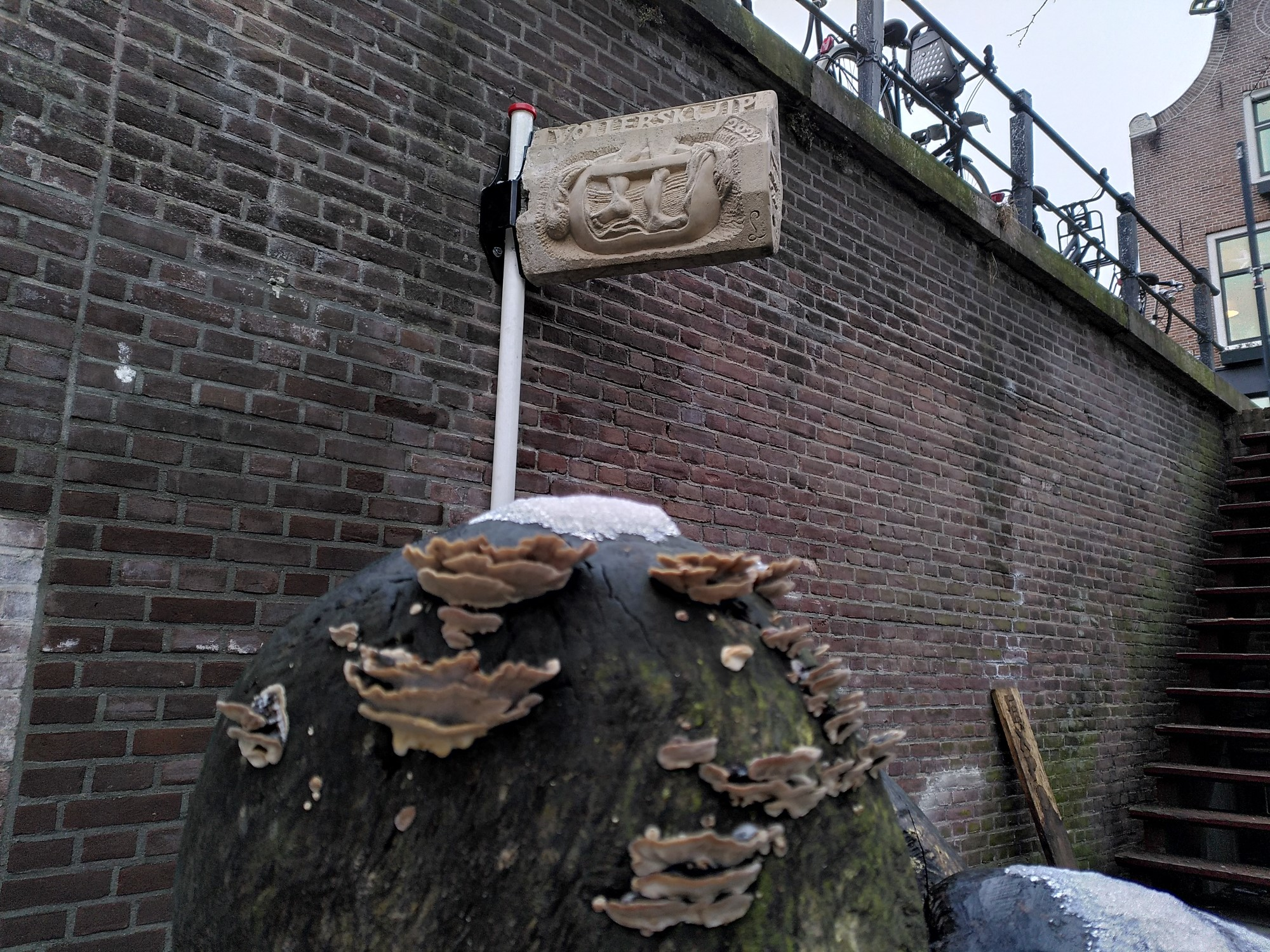
Beeld aan de Vollersbrug